# Powiat Shimotakai
Powiat Shimotakai (jap. 下高井郡 Shimotakai-gun) – powiat w Japonii, w prefekturze Nagano. W 2024 roku liczył 17 918 mieszkańców.

## Miejscowości
- Yamanouchi
- Kijimadaira
- Nozawa Onsen